# جيري هيرستون جونيور
جيري هيرستون جونيور (بالإنجليزية: Jerry Hairston Jr.)‏ هو لاعب كرة قاعدة أمريكي، ولد في 29 مايو 1976 في دي موين في الولايات المتحدة.

## وصلات خارجية
- جيري هيرستون جونيور على موقع دوري كرة القاعدة الرئيسي (الإنجليزية)
- جيري هيرستون جونيور على موقعبيزبول رفرنس.كوم (الدوري الرئيسي) (الإنجليزية)
- جيري هيرستون جونيور على موقعبيزبول رفرنس.كوم (الدوري الثانوي) (الإنجليزية)
- جيري هيرستون جونيور على موقع إي إس بي إن.كوم (أم.أل.بي) (الإنجليزية)
- جيري هيرستون جونيور على موقع مشجعي الرسوم البيانية (الإنجليزية)